# Emilia Bicchieri
Emilia Bicchieri (Vercelli, 1238 – Vercelli, 3 maggio 1314) è stata una religiosa italiana dell'Ordine dei Predicatori, chiamati comunemente Domenicani. È conosciuta soprattutto per la fondazione di un monastero domenicano, di cui fu priora, nella sua città natale.
Fu beatificata nel 1769 da Papa Clemente XIV.

## Biografia
Terzogenita del nobile e facoltoso vercellese Pietro e di sua moglie Alasia di Biandrate, rimasta orfana in giovane età decise di dedicarsi alla vita religiosa. Grazie all'eredità lasciatale dal padre, nel 1255 acquistò a sue spese un convento domenicano alla periferia di Vercelli, dove istituì un nuovo monastero che venne intitolato a Santa Margherita.
La ragazza vi si ritirò assieme ad alcune giovani compagne e fondò una comunità, seguendo inizialmente la regola di sant'Agostino. Seguendo il consiglio dei padri domenicani, la comunità ottenne nel 1266 di entrare a far parte della famiglia domenicana, precisamente del secondo Ordine domenicano. In seguito, nel 1273 e fino al 1278, Emilia Bicchieri divenne priora del monastero. Quando morì nel 1314 godeva già della fama di santità.

## Culto
Il papa Clemente XIV ne approvò il culto nel 1769. Nel 1811 le sue reliquie furono traslate dal monastero di Santa Margherita alla cattedrale di Vercelli.
Il Martirologio Romano la ricorda con queste parole: 
(Martirologio Romano)

## Miracolo eucaristico
Nella biografia della beata si racconta che in una certa occasione, occupandosi di una consorella in gravi condizioni di salute, non si era accorta del trascorrere del tempo, arrivando in ritardo alla Messa e perdendo la Comunione. Si narra che, nel supplicare addolorata il Signore, un angelo le sarebbe apparso portandole l'Eucaristia.